# Bell-lloc (la Seu d'Urgell)
Bell-lloc és un enclavament i una partida del municipi de la Seu d'Urgell situat a la riba esquerra del riu Segre, rodejat del municipi d'Alàs i Cerc, als vessants del Turó Rodó, primers contraforts del Cadí. L'accés és a través de la carretera LV-4008 i el camí de Bell-lloc.
Hi ha el santuari de la Mare de Déu de la Salut. La partida té una finca qualificada de zona de sòl protegit de valor agrícola-ramader, anterior a l'any 1956.
| Nom             | Coordenades                                          | Raons per la preservació                      |
| --------------- | ---------------------------------------------------- | --------------------------------------------- |
| Masia Bell-lloc | 42° 20′ 40″ N, 1° 29′ 53″ E / 42.344475°N,1.498159°E | històriques, mediambientals i paisatgístiques |

## Masia Bell-lloc
Format per un habitatge, un segon edifici que realitza la funció de paller i cobert i un tercer una cort i cobert. L'edifici és anterior al 1956, rehabilitat el 1972. Està construït amb murs de càrrega de maçoneria i obra de fàbrica, excepte l'habitatge que és de càrrega de maçoneria no concertada, amb forjats de fusta i formigó.

## Història
L'indret va ser residència d'estiu dels jesuïtes de la Seu d'Urgell fins a finals del segle xviii. Quan van ser expulsats va passar a mans privades. Lluís Dalmau i de Baquer va ser un personatge important de la casa que va ser secretari de la Junta Carlina de Berga i opositor al comte d'Espanya. El 1876 aprofitant que part de la guarnició era a l'aplec, celebrava la festa de l'Ascensió, els carlins prengueren la Ciutadella.